# NGC 3521
NGC 3521 је спирална галаксија у сазвежђу Лав која се налази на NGC листи објеката дубоког неба.
Деклинација објекта је - 0° 2' 13" а ректасцензија 11h 5m 48,8s. Привидна величина (магнитуда) објекта NGC 3521 износи 9,2 а фотографска магнитуда 10,0. Налази се на удаљености од 10,656 милиона парсека од Сунца. NGC 3521 је још познат и под ознакама UGC 6150, MCG 0-28-30, CGCG 10-74, KARA 461, PGC 33550.